# Nimm Du ihn
Nimm Du ihn ist eine deutsche Filmkomödie von Michael Hofmann aus dem Jahr 2019.

## Handlung
Der Film beginnt für die Geschwister Mareike, Dietrich und Felicitas Reber mit einer großen Überraschung. Das Sozialamt habe ihren Vater Xaver gefunden und die drei sollen sich um ihn kümmern. Dabei waren sie überzeugt, ihr Vater sei tot. Keiner ist auf den unerwarteten Gast nach 50 Jahren eingestellt, den alle noch siezen. Das Altersheim nimmt ihn wegen angeblicher Suizidgefahr nicht, das Absetzen an einem Rastplatz schlägt auch fehl. Also schieben sich die Geschwister den Vater gegenseitig zu wie den Schwarzen Peter.
Lehrerin Felicitas muss ihn mit zur Schule nehmen, wo der Vater Xaver gleich ihrer stressigsten Schülerin – und Tochter eines Anwalts, der einst das Familienhaus der Rebers gekauft hatte – nach einer Provokation ins Gesicht schlägt. Als Xaver anschließend zu Dietrich zieht, bringt dies auch Probleme mit sich. Die Enkeltochter mag den alten Kauz, doch als sie zum Opa ins Bett kriecht, ist dies Dietrichs Frau eindeutig zu viel. Xaver muss weg. Dietrich möchte seinen Vater mit einem juristischen Kniff daraufhin wieder im Amt abgeben, allerdings ohne Erfolg. Also muss Xaver zu Mareike, einer erfolgreichen Geschäftsfrau, deren Freund Frank gerade zu ihr gezogen ist. Die beiden nehmen ihn kurzerhand zum Tanzen mit, wo er sich gut amüsiert und schließlich auch mit einer Tanzpartnerin mitgeht. Langsam kommt es zu persönlicheren Gesprächen zwischen den Geschwistern und ihrem Vater.
Wegen der Aktion in der Schule beschließt Felicitas, mit Xaver zu ihrem früheren Elternhaus zu fahren und sich bei dem Anwalt zu entschuldigen. Das klappt einigermaßen, denn der Anwalt Joachim Brokopp findet Felicitas sympathisch. Xaver versucht, im Haus nach einem alten Bild zu suchen, das ein befreundeter Maler – und Nebenbuhler – damals von seiner Frau Jutta gezeichnet hatte. Denn dieser würde es gern für eine Million Euro zurückkaufen. Später bricht Xaver in das Haus ein und holt sich das Bild, stürzt aber die Treppe herunter, woraufhin er im Krankenhaus auf seine Tanzpartnerin trifft, die dort als Krankenschwester arbeitet.
Zwischen Felicitas und Joachim entwickelt sich tatsächlich eine gewisse Zuneigung, Mareike bekommt von Frank einen Heiratsantrag und auch Dietrich bekommt die Probleme mit seiner Frau in den Griff. Auch mit dem Vater verstehen sie sich mittlerweile gut. Doch als dieser mit seiner neuen Freundin das Bild in Geld umsetzen möchte, kippt die Stimmung. Da die Geschwister Erben des Bilds sind, behalten sie es. Sie fragen sich, ob Xaver es die ganze Zeit nur aufs Geld abgesehen hatte. Doch dieser sagt, er habe es verkaufen wollen, um den anderen nicht zu Last zu fallen. Die Familie versöhnt sich wieder.
In einem notariell beglaubigten Schreiben hat Jutta Xaver lebenslanges Wohnrecht in ihrem Haus eingeräumt. Xaver zieht also zukünftig bei Joachim und Felicitas ein.

## Hintergrund
Nimm Du ihn wurde unter dem Arbeitstitel Dreibettzimmer vom 16. Oktober 2018 bis zum 16. November 2018 in München und Umgebung gedreht. Produziert wurde die Filmkomödie von der „Die Film GmbH“.

## Rezeption

### Kritik
Das Lexikon des internationalen Films gibt dem Film 3 von 5 Sternen und schreibt: „Pointierte, bis in die Nebenrollen bemerkenswert gespielte Tragikomödie um verpasste Chancen und verbrannte Erde zwischen den Generationen. Gelungene lakonische Dialogwechsel trösten darüber hinweg, dass sich der Film am Ende recht oberflächlich aus der Affäre zieht.“
Die Kritiker der Fernsehzeitschrift TV Spielfilm zeigten mit dem Daumen nach oben und vergaben für Humor zwei, für Anspruch und Spannung einen von drei möglichen Punkten. Sie resümierten: „Herziges Ensemblestück mit Witz und Spielfreude“.
Rainer Tittelbach kommt in seiner Besprechung bei tittelbach.tv auf insgesamt 5 von 6 Sternen. Der Film sei durch lakonische, trockene Dialogwechsel gekennzeichnet und schütte ein Füllhorn an klugen Ideen und köstlich komischen Situationen aus. Die Hauptfiguren seien, möglicherweise mit Ausnahme des Bruders, klug und selbstkritisch, der Vater immer für eine Überraschung gut. Auch an ihren kleinen Rollen hätten Katharina Schüttler und Martin Brambach sichtlich ihren Spaß. Tittelbachs Fazit lautet: „Der Pulsschlag des Films sind sein Tempo & die trockenen Dialoge. Sein Herzstück sind die Schauspieler: Branko Samarovski, Andrea Sawatzki, Simon Schwarz, Jule Böwe – einfach hinreißend!“

### Einschaltquoten
Die Erstausstrahlung im Ersten am 4. September 2019 sahen 5,12 Millionen Zuschauer. Dies entsprach einem Marktanteil von 18,4 %. Die Wiederholung am 26. Mai 2021 sahen 3,62 Millionen Zuschauer (12,1 %).